# Окрент, Эрика
Эрика Окрент (англ. Arika Okrent) — американский лингвист и автор популярных работ по лингвистическим темам.

## Ранние годы и образование
Окрент родилась в Чикаго в семье польского и трансильванского происхождения. С раннего возраста её увлекали языки, что и побудило её выбрать карьеру в области лингвистики.
Окончив Карлтонский колледж в 1992 году, она уехала в Венгрию, чтобы преподавать там в течение года. Она получила степень магистра лингвистики в Университете Галлодета и степень доктора философии в области психолингвистики в Чикагском университете в 2004 году. 

## Карьера
Окрент особенно известна своей книгой 2009 года «В стране изобретённых языков: рок-звёзды эсперанто, клингонские поэты, любители логлана и безумные мечтатели, пытавшиеся построить идеальный язык», которая стала результатом её пятилетних исследований темы искусственных языков. Её хорошо принятая книга 2021 года «Highly Irregular», написанная совместно с Шоном О’Нилом, объясняет, как история английского языка объясняет ряд его современных нерегулярностей и исключений.
Она снялась в документальном фильме Сэма Грина на эсперанто 2011 года «Универсальный язык». 
Она регулярно публикует статьи по лингвистике и языковым темам в интернет-журнале Mental Floss.

## Награды и почести
В 2015 году Окрент стала вторым победителем премии за лингвистическую журналистику Лингвистического общества Америки. 

## Личная жизнь
Она может общаться на английском, венгерском, американском языке жестов и клингонском языке, а также хорошо владеет эсперанто. 
Окрент — племянница писателя и редактора Дэниела Окрента. 

## Книги
- Okrent, Arika. In the Land of Invented Languages: Esperanto Rock Stars, Klingon Poets, Loglan Lovers, and the Mad Dreamers Who Tried to Build A Perfect Language. — Spiegel & Grau[англ.], 2009. — P. 352. — ISBN 978-0-385-52788-0.
- Okrent, Arika. Highly Irregular: Why Tough, Through, and Dough Don't Rhyme And Other Oddities of the English Language / Arika Okrent, Sean O'Neill. — Oxford University Press, 2021. — ISBN 978-0197539408.